# Palazzo De Franchi-Pittaluga
Il palazzo De Franchi-Pittaluga è un edificio storico italiano, collocato in via di Canneto il Lungo 6, nel centro storico di Genova. È uno dei Palazzi dei Rolli designati, al tempo della Repubblica di Genova, a ospitare gli ospiti di alto rango per conto del governo, durante le visite di stato.

## Storia e descrizione
In prossimità di Croce di Canneto era situato, nel XV secolo, l'insediamento nobiliare della famiglia Scoti appartenente all'albergo dei Colonna. Il palazzo fu costruito dalla fusione di due precedenti proprietà di questa famiglia: la casa con portico proveniente dagli eredi di Cristoforo Scoti, e quella con torre proveniente dagli eredi di Raffaele.
Una di queste, forse la prima, era divenuta celebre per aver accolto nel 1376 santa Caterina da Siena di ritorno da Avignone, ospite di Orietta Scoti.
La casa in questione passò poi ai Della Rocca, e Giustiniani afferma che fino ai suoi giorni "si mostrava la stanza in cui Caterina aveva abitato".
Dopo la trasformazione seicentesca il palazzo fu incluso nei rolli del 1664, a  nome di Antoniotto De Franchi. La scala, in cui sono ancora presenti alcuni portali in pietra di Promontorio, serve attualmente otto piani e circa 20 alloggi.